# Dieter Janssen
Dieter Janssen (26 november 1938) is een voormalige Duitse voetballer. Hij speelde voor Borussia Mönchengladbach en VVV, meestal als linksbuiten.

## Loopbaan
Vanaf het seizoen 1958/59 speelde Janssen 30 competitiewedstrijden voor Borussia Mönchengladbach in de Oberliga West, destijds het hoogste niveau in West-Duitsland. In de zomer van 1961 verkaste de destijds 22-jarige linksbuiten naar eredivisionist VVV. Daar maakte Janssen op 17 september 1961 zijn competitiedebuut in een met 3-0 verloren uitwedstrijd bij Rapid JC. Na het vertrek van trainer Josef Horesj deed diens Duitse opvolger Ferdi Silz lange tijd geen beroep meer op zijn landgenoot. Ondanks de sportieve malaise was de in financiële moeilijkheden verkerende club huiverig om hem op te stellen, omdat men bij zijn transfer met Borussia een overeenkomst was aangegaan waarin was vastgelegd dat VVV zijn voormalige werkgever 1000 gulden moest betalen, zodra Janssen een bepaald aantal wedstrijden in het eerste elftal zou spelen. Op 21 april 1962, ruim zeven maanden na zijn debuut, maakte de Duitse aanvaller weer eens zijn opwachting in de basiself bij een met 1-0 gewonnen thuiswedstrijd tegen Ajax. Het zou bij die twee competitiewedstrijden blijven. Na afloop van het seizoen 1961/62 verliet Janssen de naar de Eerste divisie gedegradeerde Venlose club.

## Clubstatistieken
| Seizoen        | Club                     | Competitie     | Competitie | Competitie | Beker | Beker | Overig1 | Overig1 | Totaal | Totaal |
| Seizoen        | Club                     | Competitie     | Wed.       | Dlp.       | Wed.  | Dlp.  | Wed.    | Dlp.    | Wed.   | Dlp.   |
| -------------- | ------------------------ | -------------- | ---------- | ---------- | ----- | ----- | ------- | ------- | ------ | ------ |
| 1958/59        | Borussia Mönchengladbach | Oberliga West  | 8          | 2          | –     | –     | –       | –       | 8      | 2      |
| 1959/60        | Borussia Mönchengladbach | Oberliga West  | 22         | 4          | 0     | 0     | 2       | 1       | 24     | 5      |
| 1960/61        | Borussia Mönchengladbach | Oberliga West  | 0          | 0          | –     | –     | 0       | 0       | 0      | 0      |
| 1961/62        | VVV-Venlo                | Eredivisie     | 2          | 0          | 1     | 0     | –       | –       | 3      | 0      |
| Carrièretotaal | Carrièretotaal           | Carrièretotaal | 32         | 6          | 1     | 0     | 2       | 1       | 35     | 7      |

1Overige wedstrijden, te weten Westdeutscher Pokal en Europacup II.